# 沉香

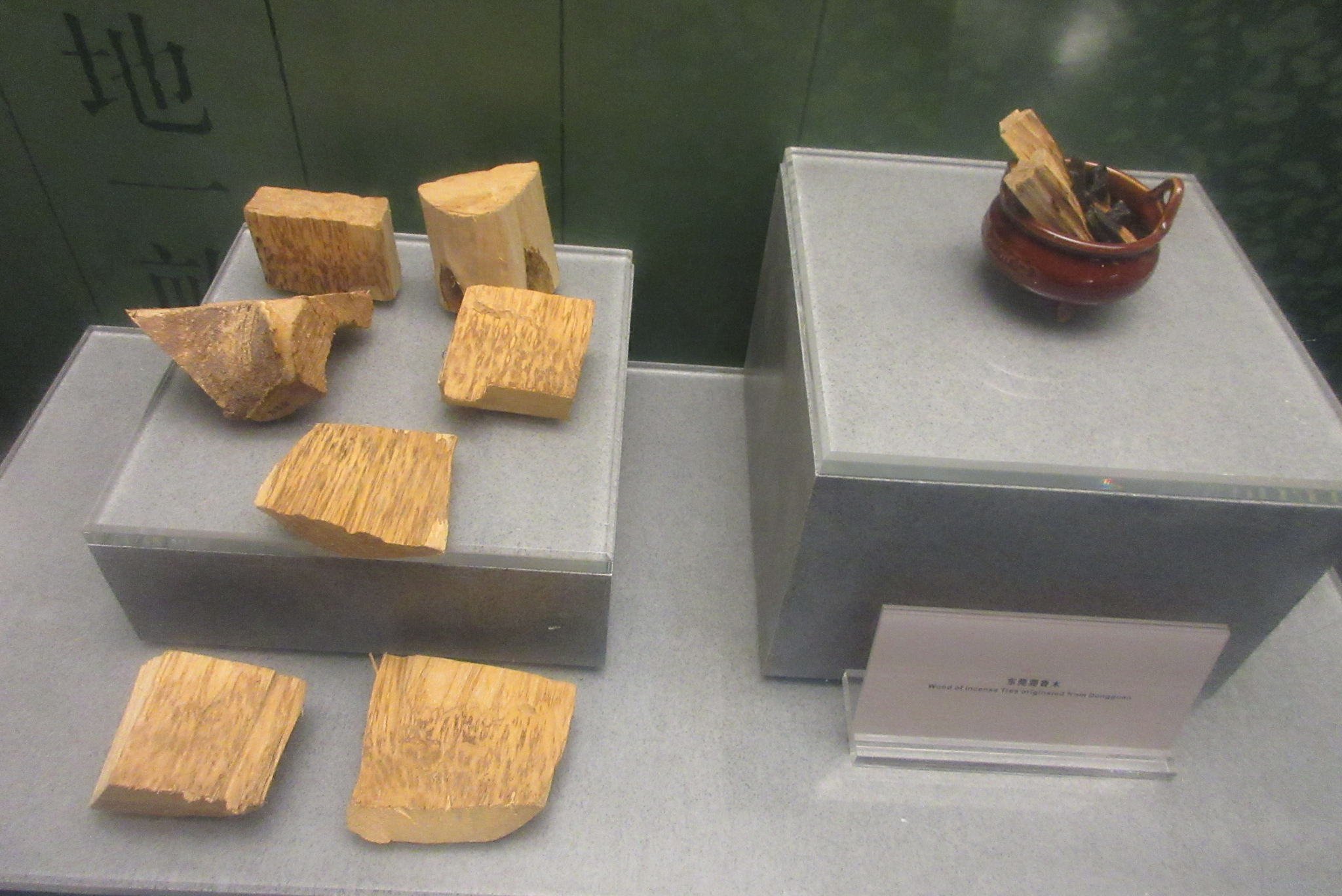
沉香木

沉香是瑞香科沉香属和拟沉香属植物受到自然因素（如雷劈、火烧、虫蛀等）或人为伤害（如砍伤、打洞、接菌等）时，产生的含有树脂的芳香木材。作为世界名贵天然香料，沉香被誉为“沉檀龙麝”四大名香之首。
因过度采伐和生境丧失，沉香基原植物已全部被列入《濒危野生动植物种国际贸易公约》附录II。

## 种类
已知有15种沉香属植物和8种拟沉香属植物可产生沉香:
- 沉香属：
  - 巴永沉香(柬埔寨沉香) A. baillonii
  - 巴那沉香 A. banaense
  - 贝卡利沉香 A. beccariana
  - 柯拉斯那沉香(厚叶沉香) A. crassna
  - 卡明沉香 A. cumingiana
  - 丝沉香 A. filaria
  - 毛沉香 A. hirta
  - 喀西沉香 A. khasiana
  - 马来沉香 A. malaccensis
  - 小果沉香 A. microcarpa
  - 具喙沉香 A. rostrata
  - 皱纹沉香 A. rugosa
  - 白木香(土沉香) A. sinensis
  - 近全缘沉香 A. subintegra
  - 云南沉香 A. yunnanensis
- 拟沉香属：
  - 尾叶拟沉香 G. caudata
  - 易混淆拟沉香 G. decipiens
  - 莱德曼拟沉香 G. ledermannii
  - 摩鹿加拟沉香 G. moluccana
  - 柄果拟沉香 G. podocarpa
  - 柳叶拟沉香 G. salicifolia
  - 维斯特格拟沉香 G. versteegii
  - 瓦拉拟沉香 G. walla

其中白木香、柯拉斯那沉香、马来沉香和小果沉香都有人工栽培。
市场上沉香依据产地常分为三大系：
- 莞香系：主要产自中国的海南、广东、广西和云南，基原植物为白木香
- 惠安系：来自越南、柬埔寨、老挝等地，以柯拉斯那沉香为主；
- 星洲系：产于马来西亚、印尼等地，以马来沉香和小果沉香为主要来源。

## 结香机理
自然条件下，沉香结香的过程随机且缓慢，一定要有幾項條件和演變：
1. 樹幹中在未結香時沒有樹脂腺，通常为生长一定年限以上的成樹才會結香
2. 樹幹部曾經受過傷而沒有快速得痊愈，如刀傷、蟲蟻、細菌感染或其它自然因素
3. 傷口被真菌感染而造成周圍的組織開始生病潰爛，而導管細胞也開始異化產生樹脂。這些受樹脂填塞的就形成了所謂「結香」的效果
4. 因為有各種不同的樹木受到不同的環境與傷口刺激，所以會產生各種不同的氣味變化，其香氣最大影響來自土壤及真菌
5. 從活體樹木上採伐的「香結」為「生結」，從死亡樹木上採伐的為「熟結」，但其實結香就像是分泌，所以樹死了並不會結香，活著的時候才會

已有多种人工结香技术：
- 物理法：通过模拟自然伤害（如锯干、打洞、火烧）诱导结香，但效果受限，周期较长。
- 微生物法：将特定菌株接种于植物体内，利用菌株代谢产物促进结香，但菌株选择对效果影响显著。
- 化学法：利用植物激素、酸类、盐类等化学物质调配结香剂，具有操作简便和诱导快速的特点，但需确保环境友好。
- 综合诱导法：结合物理、化学和微生物等多种方法，可提高沉香品质，但成本较高。
- 组织培养法：利用植物组织培养技术诱导愈伤组织形成沉香类成分，主要用于研究。

## 鉴别
传统上，沉香的鉴别依赖感官经验，如观察颜色、闻香气、口尝或火烧等方法。实验室中常见的鉴别手段包括显微观察、薄层色谱和显色反应等。沉香四醇、2-(2-苯乙基)色酮、[[2-[2-(4-甲氧基苯)乙基]色酮]]和6,7-二甲氧基-2-(2-苯乙基)色酮是鉴定沉香的标志物。
《中华人民共和国药典》要求药用沉香的液相色谱图应呈现与对照药材相对应的6个2-(2-苯乙基)色酮类化合物特征峰, 且沉香四醇的含量不得少于0.10%。日本规定药用沉香在薄层色谱鉴别时, 样品色谱中能够观察到6,7-二甲氧基-2-(2-苯乙基)色酮的斑点。

## 致香成分
从沉香中已分离鉴定出73种具有香味的挥发性成分，呈现出木香、甜香、清凉味、花香、脂香、辛香、果香、熏烤香、皮革香、草药香、奶香和清香等12种香气。
主要的致香成分包括倍半萜类、2-(2-苯乙基)色酮类及其他芳香族化合物。倍半萜是沉香独特香气的主要贡献者。2-(2-苯乙基)色酮类化合物在加热或燃烧时可分解产生持久且愉悦的芳香物质如苯乙酮、苄基丙酮、茴香醛、苯甲醛、茴香基丙酮、糠醛、苄甲醚和香兰素等。

## 香料
沉香木植物樹心部位當受到外傷或真菌感染刺激後，會大量分泌帶有濃郁香味的樹脂，古代稱為瓊脂。會因感染或受刺激程度不同而產生分泌的差異，受到較輕微感染或刺激的，分泌較少沉香脂，結合木質後半沉於水或是漂浮於水，稱之為板沉香。反之，受重度刺激或傷害後，分泌較多沉香脂，一樣體積的木頭裡，含有更多的沉香脂，重量密度大於水，因而沉入水底，故稱水沉香。水沉香數量極為少數，價格極為高昂。
在东亚地区，沉香被商家包装为珍貴的香料，被用作燃燒熏香、提取香料、加入酒中，或直接雕刻成裝飾品。

## 药用
沉香是中国、日本、印度等国的传统草药, 用于治疗胃痛、呕吐、呃逆、哮喘、肠易激综合征、支气管炎、结石、冠心病、失眠等病症。不同品质沉香的主要成分均为倍半萜类和2-(2-苯乙基)色酮类化合物, 具有神经保护、镇痛、抗肿瘤、抗氧化、抗炎、降血糖等作用。
《中华人民共和国药典》规定药用沉香的基原植物为白木香。
在东南亚及东亚一带，以投资沉香种植能够获得高额回酬的骗局屡见不鲜，事实上，沉香树本身如无结香并没价值，即使结香，所用的化工溶液，对人体有害，故不用于中医治疗。